# 작은반디쿠트쥐
작은반디쿠트쥐 또는 작은도깨비쥐(Bandicota bengalensis)는 쥐과에 속하는 설치류의 일종이다. 신드쌀쥐 또는 인도두더지쥐로도 알려져 있다. 남아시아에 서식하는 대형 쥐로 이름과 달리 반디쿠트와 관련은 없다. 몸길이는 꼬리를 포함하여 최대 40cm이며, 인도와 스리랑카에서 농경지 곡물을 해치는 해충으로 간주되고 있다. 공격을 할 때는 돼지처럼 킁킁거리는 소리를 낸다.